# Hadschi-Bektasch-Komplex

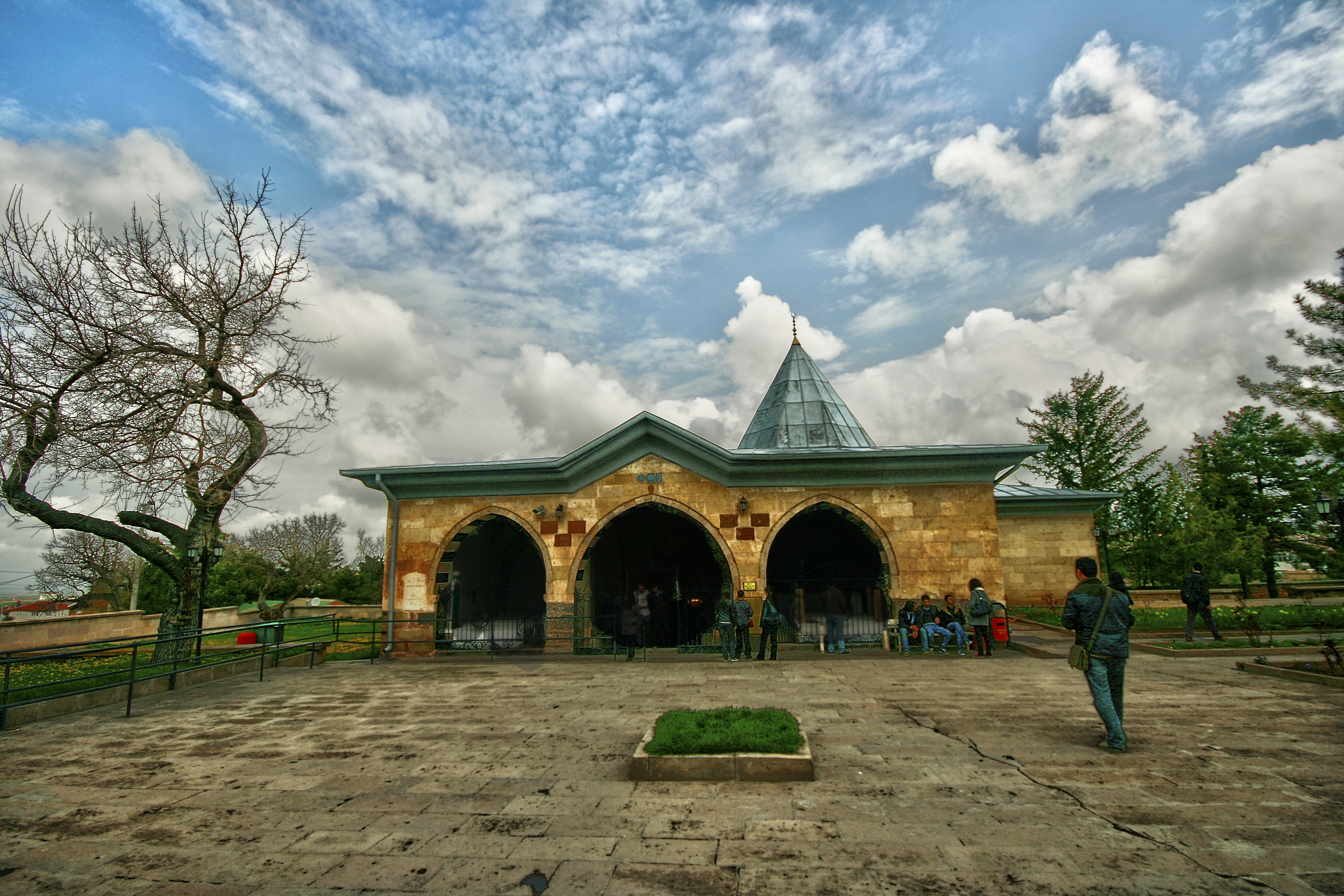
Grabkomplex des Hadschi Bektasch

Der Hadschi-Bektasch-Komplex (türkisch Hacı Bektaş Veli Külliyesi) ist ein Baukomplex im gleichnamigen Landkreis Hacıbektaş der türkischen Provinz Nevşehir. Er besteht aus einer Derwischloge (tekke oder dergâh) und dem Mausoleum (türbe) des Mystikers (arabisch ولي, DMG walī, türkisch veli ‚Gottesfreund‘) Hadschi Bektasch. Dieser gilt als Gründer der islamischen Glaubensrichtung der Aleviten und Namensgeber der Bektaschi-Gemeinschaft.
Aufgrund des Gesetzes Nr. 677 der türkischen Regierung unter dem Staatsgründer Mustafa Kemal Atatürk wurde das Bauwerk 1927 säkularisiert; zwei Jahre zuvor wurde das Weltzentrum des Bektaschi-Ordens nach Albanien verlegt. Seit 1964 wird der Komplex als Museum genutzt und seit 2012 ist es auf der Tentativliste der UNESCO als Welterbe eingetragen.
Im 13. Jahrhundert gründete Hadschi Bektasch die Derwischloge. Durch weitere Um- und Anbauten erhielt der Baukomplex seine heutige Gestalt, die im Wesentlichen aus dem 16. Jahrhundert stammt. Das Museum hatte im Jahre 2014 insgesamt etwa 470.000 Besucher und ist das am sechsthäufigsten besuchte Museum der Türkei. Mit einem vom Ministerium für Kultur und Fremdenverkehr der Türkischen Republik per Sondererlaubnis genehmigten Cem-Ritual fand im Juli 2015 nach 188 Jahren wieder der erste Gottesdienst in dieser Tekke statt.